# 鹰潭北站
鹰潭北站是为沪昆客专杭长段在江西省内设立的一个高铁站点，位于江西省鹰潭市贵溪市江北办事处（该办事处由信江新区代管），距离鹰潭市区8公里。鹰潭北站于2014年12月10日投入运营。

## 车站结构

### 站房
鹰潭北站站房建筑面积为9980平方米，为线侧平式站房，以“雄鹰翱翔”为建筑设计意向。站房综合楼为两层建筑，一层为出站口、进站口、售票处和1站台停靠列车候车区，二层系主候车室和商铺。
鹰潭北站站前广场总建筑面积12万平方米，采取上进下出的形式建设，部分架空。站前广场包括公交车站、出租车候车区和停车场。本站区还将新建生产生活用房3559㎡，新建派出所、警务区和岗亭房屋1220㎡。

### 站场
鹰潭北站设3站台7线，其中正线2条，到发线5条，站台为两个岛式、一个侧式。车站站台雨棚采用单柱实腹钢框架结构，覆盖面积为15031平方米。
| 5站台    | 沪昆高速铁路 往上海虹桥方向（弋阳站） |
| 岛式站台 |                                       |
| 4站台    | 沪昆高速铁路 往上海虹桥方向（弋阳站） |
| 通过线   | 沪昆高速铁路上行列车通过线            |
| 通过线   | 沪昆高速铁路下行列车通过线            |
| 3站台    | 沪昆高速铁路 往昆明南方向（抚州北站） |
| 岛式站台 |                                       |
| 2站台    | 沪昆高速铁路 往昆明南方向（抚州北站） |
| 1站台    | 沪昆高速铁路 往昆明南方向（抚州北站） |
| 侧式站台 |                                       |

## 接驳交通

### 公交
高铁站
- 23路
- 27路
- 城际公交K3路
- 贵溪9路